# 270년대
270년대는 270년부터 279년까지를 가리킨다.